# Österreichischer Frauen-Fußballcup 2002/03
Der Österreichische Frauen-Fußballcup wurde in der Saison 2002/03 zum 29. Mal ausgespielt. Als ÖFB-Frauen-Cup wurde er vom Österreichischen Fußballbund zum elften Mal durchgeführt und begann am 7. September 2002 mit der ersten Runde und endete am 1. Juni 2003 mit dem Finale im Grazer Arnold-Schwarzenegger-Stadion. Den Pokal gewann zum ersten Mal der SV Neulengbach.

## Teilnehmende Mannschaften
Für den österreichischen Frauen-Fußballcup haben sich anhand der Teilnahme der Ligen der Saison 2002/03 folgende 32 Mannschaften, die nach der Saisonplatzierung der Frauen-Bundesliga 2001/02, der 2. Division Mitte 2001/02, der 2. Division Ost 2001/02, der Landesliga Steiermark 2001/02 und der Regionalliga West 2001/02 geordnet sind, qualifiziert. Teams, die als durchgestrichen gekennzeichnet sind, nahmen am Wettbewerb aus diversen Gründen nicht am Wettbewerb teil oder sind zweite Mannschaften und spielten daher nicht um den Pokal mit. Weiters konnten noch der Landescupsieger, der Landesmeister oder auch Vertreter der Saison 2001/02 teilnehmen.
| Frauen-Bundesliga (10) | 2. Division Mitte (7) | 2. Division Ost (8) |
| --- | --- | --- |
| - Innsbrucker AC (T) - SV Neulengbach (NÖ) - USC Landhaus (W) (C) - Union Kleinmünchen (OÖ) - 1. DFC Leoben (ST) - 1. SVg Guntramsdorf (NÖ) statt SC Brunn am Gebirge (NÖ) - LUV Graz (ST) - SC Damen Dörfl (B) - FC Hellas Kagran (W) - SG Ardagger/Neustadtl (NÖ) (N) | - SV Garsten (OÖ) - FC Zell am See (S) - SV Spittal/Drau (K) - Union Babenberg Linz Süd (OÖ) - Ladies Soccer Club Linz (OÖ) statt Union Kleinmünchen II - ASK Salzburg (S) - USK Hof (S) - Innsbrucker AC II (T) (U) | - SG ASV Spratzern/SC Stattersdorf (NÖ) (A) - DFC Heidenreichstein (NÖ) - FSC Hainfeld (NÖ) - FC Südburgenland (B) statt SC Pinkafeld (B) - SV Horn (NÖ) - SV Groß-Schweinbarth (NÖ) - DFV Juwelen Janecka (W) - ASK Erlaa (W) (LM-NÖ) (N) - SC Damen Dörfl II (B) (LM) (N) - USC Landhaus II (W) (N) |
| Landesliga Steiermark (2) | Regionalliga West (4) | |
| - ASV St. Margarethen/Lavanttal (K) - SC St. Ruprecht/Raab (ST) - USV Eichberg (ST) - SC Unterpremstätten (ST) - FC Ligist (ST) - FC Piberstein Lankowitz (ST) | - Schwarz-Weiß Bregenz (V) (A) - SPG FC Lingenau/FC Mellau (V) - FC Alberschwende (V) - FC Koblach (V) - SK Zirl (T) - FC Egg (V) - SC Austria Lustenau (V) (N)                                                      | |
| Landescupsieger, Meister oder Meistervertreter aus der Landesliga (1) | | |
| - SC Damen Dörfl II (B) (LM) siehe 2. Division Ost | - SV Langenrohr (NÖ) (L2) - SV Taufkirchen an der Pram (OÖ) (LM) | - ASK Erlaa (W) (LM-NÖ) siehe 2. Division Ost - Verein (V) (LC) |
| Erläuterungen Länderkürzel: (B): Burgenland, (K): Kärnten, (NÖ): Niederösterreich, (OÖ): Oberösterreich, (S): Salzburg, (ST): Steiermark, (T): Tirol, (V): Vorarlberg, (W): Wien; Vereins-Landes-Bewerbserfolg: (LC): Landescupsieger, (LCF): Landescupfinalist, (LM): Landesmeister, (Lx): x. Platz der Landesliga, (LN): Landesliga-Aufsteiger, (..-x): x Landesliga siehe Länderkürzel | | |

| (C) | amtierender Cupsieger 2001/02                    |
| (A) | Absteiger der Saison 2002/03                     |
| (N) | Neuaufsteiger der Saison 2002/03                 |
| (U) | Umsteiger in die Regionalliga der Saison 2002/03 |

## Turnierverlauf

### 1. Cuprunde
| Datum                   |                                  | Ergebnis   |                         |
| ----------------------- | -------------------------------- | ---------- | ----------------------- |
| 08.09.2002 um 17:00 Uhr | Schwarz-Weiß Bregenz             | 3:0 1CR1   | FC Koblach              |
| 08.09.2002 um 14:00 Uhr | SPG FC Lingenau/FC Mellau        | 5:1 (0:0)  | FC Alberschwende        |
| 08.09.2002 um 10:00 Uhr | Union Babenberg Linz Süd         | 0:7 (0:3)  | SG Ardagger/Neustadtl   |
| 08.09.2002 um 17:00 Uhr | ASK Salzburg                     | 0:11 (0:6) | Innsbrucker AC          |
| 08.09.2002 um 14:00 Uhr | FC Zell am See                   | 2:4 (1:2)  | Union Kleinmünchen      |
| 08.09.2002 um 11:30 Uhr | SV Garsten                       | 4:2 (2:0)  | SV Spittal/Drau         |
| 08.09.2002 um 17:00 Uhr | USK Hof                          | 1:0 (0:0)  | Ladies Soccer Club Linz |
| 07.09.2002 um 17:00 Uhr | ASV St. Margarethen/Lavanttal    | 2:3 (1:1)  | LUV Graz                |
| 08.09.2002 um 16:00 Uhr | SC St. Ruprecht/Raab             | 1:3 (0:0)  | SC Damen Dörfl          |
| 08.09.2002 um 11:00 Uhr | FC Südburgenland                 | 0:4 (0:2)  | 1. DFC Leoben           |
| 08.09.2002 um 14:00 Uhr | SV Horn                          | 0:20 (0:9) | USC Landhaus            |
| 08.09.2002 um 16:30 Uhr | FSC Hainfeld                     | 1:0 (0:0)  | 1. SVg Guntramsdorf     |
| 07.09.2002 um 15:00 Uhr | DFC Heidenreichstein             | 0:1 (0:0)  | FC Hellas Kagran        |
| 03.09.2002 um 19:30 Uhr | SV Langenrohr                    | 2:8 (1:4)  | SV Neulengbach          |
| 08.09.2002 um 10:30 Uhr | SG ASV Spratzern/SC Stattersdorf | 0:2 (0:1)  | ASK Erlaa               |
| 08.09.2002 um 14:00 Uhr | DFV Juwelen Janecka              | 6:4 (4:1)  | SV Groß-Schweinbarth    |

### 2. Cuprunde
| Datum                   |                           | Ergebnis                         |                       |
| ----------------------- | ------------------------- | -------------------------------- | --------------------- |
| 10.11.2002 um 11:00 Uhr | SC Damen Dörfl            | 0:0 n. V. (1:3 i. E.)            | SG Ardagger/Neustadtl |
| 10.11.2002 um 10:30 Uhr | Schwarz-Weiß Bregenz      | 4:0 (1:0)                        | USK Hof               |
| 10.11.2002 um 13:00 Uhr | FSC Hainfeld              | 2:2 n. V. (2:2, 1:1) (2:4 i. E.) | 1. DFC Leoben         |
| 10.11.2002 um 14:00 Uhr | SV Neulengbach            | 5:0 (2:0)                        | Innsbrucker AC        |
| 27.10.2002 um 11:30 Uhr | SPG FC Lingenau/FC Mellau | 3:5 (1:4)                        | ASK Erlaa             |
| 09.11.2002 um 16:00 Uhr | FC Hellas Kagran          | 1:3 (0:1)                        | SV Garsten            |
| 09.11.2002 um 16:00 Uhr | USC Landhaus              | 9:0 (3:0)                        | DFV Juwelen Janecka   |
| 10.11.2002 um 14:00 Uhr | Union Kleinmünchen        | 5:1 (2:0)                        | LUV Graz              |

### Viertelfinale
| Datum                   |                       | Ergebnis              |                      |
| ----------------------- | --------------------- | --------------------- | -------------------- |
| 06.04.2003 um 14:00 Uhr | Union Kleinmünchen    | 4:0 (3:0)             | 1. DFC Leoben        |
| 06.04.2003 um 14:00 Uhr | SV Neulengbach        | 6:0 (4:0)             | SV Garsten           |
| 06.04.2003 um 10:30 Uhr | USC Landhaus          | 10:0 (7:0)            | Schwarz-Weiß Bregenz |
| 06.04.2003 um 14:30 Uhr | SG Ardagger/Neustadtl | 0:0 n. V. (4:3 i. E.) | ASK Erlaa            |

### Halbfinale
| Datum                   |                       | Ergebnis  |                    |
| ----------------------- | --------------------- | --------- | ------------------ |
| 01.05.2003 um 15:00 Uhr | SG Ardagger/Neustadtl | 0:2 (0:1) | Union Kleinmünchen |
| 01.05.2003 um 14:00 Uhr | SV Neulengbach        | 4:0 (1:0) | USC Landhaus       |

### Finale
Das Finale wurde im Arnold-Schwarzenegger-Stadion, Graz in der Steiermark ausgetragen und fand als Vorspiel zum Cupfinale der Herren statt.
| Datum               |                    | Ergebnis  |                |
| ------------------- | ------------------ | --------- | -------------- |
| 01.06.2003 um 13:45 | Union Kleinmünchen | 1:5 (0:3) | SV Neulengbach |

## ÖFB-Supercup der Frauen
Das Finale wurde im Franz-Horr-Stadion in Wien ausgetragen.
| Datum      | | Ergebnis  |                         |
| ---------- | --- | --------- | ----------------------- |
| 13.07.2003 | SV Neulengbach (M, C)                                                                                    | 5:0 (3:0) | Union Kleinmünchen (CF) |
|            | Tore: 1:0 Jedlickova, (4.) 2:0 Jedlickova (21.), 3:0 Celouch (23.), 4:0 Celouch (51.), 5:0 Celouch (81.) |           |                         |

| Legende: (M): Meister, (C): Cupsieger, (CF): Cupfinalist |